# Wenera 2MW-1 No. 4
Wenera 2MW-1 No. 4 (również: Sputnik 20) – radziecka niedoszła sonda Wenus. Celem misji było wejście w atmosferę i lądowanie na powierzchni Wenus. Z powodu nieotwarcia się zaworu paliwa (w 61,5 minuty po starcie) w ostatnim członie rakiety, sonda nie opuściła orbity okołoziemskiej